# Wielka Buczynowa Turnia
Die Wielka Buczynowa Turnia ist ein Berg in der polnischen Hohen Tatra mit einer Höhe von 2183 m n.p.m. Über seinen Gipfel führt der Höhenweg Orla Perć.

## Lage und Umgebung
Unterhalb des Gipfels liegen zwei Täler, die Dolina Buczynowa im Osten, die Dolina Pańszczyca im Westen. 
Vom Gipfel der Buczyna Czuba wird die Wielka Buczynowa Turnia durch den Bergpass Przełęcz Nowickiego getrennt, vom Mała Buczynowa Turnia durch den Bergpass Buczynowa Przełęcz.

## Etymologie
Der Name Wielka Buczynowa Turnia lässt sich als Großer Buczynowaturm übersetzen. In der Vergangenheit war auch die Bezeichnung Großer Buchentalturn in Gebrauch.

## Tourismus
Die Wielka Buczynowa Turnia ist bei Kletterern ein beliebter Gipfel. Seine über 300 Meter hohen Steilhänge haben zahlreiche Kletterrouten.
Wanderer, die sich auf den Höhenweg Orla Perć wagen, müssen über den Gipfel gehen.

### Routen zum Gipfel
Auf den Gipfel führt ein Höhenweg: 
- ▬ Der rot markierte Höhenweg Orla Perć vom Bergpass Zawrat über den Gipfel auf den Bergpass Krzyżne. Als Ausgangspunkt für eine Besteigung des Höhenwegs eignen sich die Berghütten Schronisko PTTK Murowaniec sowie Schronisko PTTK w Dolinie Pięciu Stawów Polskich.

## Belege
- Zofia Radwańska-Paryska, Witold Henryk Paryski: Wielka encyklopedia tatrzańska. Wyd. Górskie, Poronin 2004, ISBN 83-7104-009-1.
- Tatry Wysokie słowackie i polskie. Mapa turystyczna 1:25.000. Polkart, Warszawa 2005/06,  ISBN 83-87873-26-8.